# Roar Johansen
Roar Johansen (født 8. juli 1935 i Fredrikstad, Norge, død 23. oktober 2015) var en norsk fodboldspiller (forsvarer).
Johansen tilbragte hele sin aktive karriere, fra 1952 til 1967, hos Fredrikstad FK i sin fødeby. Her var han en del af klubbens storhedstid, hvor holdet sikrede sig hele fire norske mesterskaber.
Johansen spillede desuden 61 kampe for Norges landshold. Hans første landskamp var et opgør mod Holland 28. maj 1958, hans sidste en venskabskamp mod Danmark 24. september 1967.
Johansen døde 23. oktober 2015.

## Titler
Tippeligaen
- 1954, 1957, 1960 og 1961 med Fredrikstad FK